# Franciszek Otwinowski
Franciszek Jaxa Otwinowski herbu Gryf (zm. przed 31 grudnia 1783 roku) – sędzia ziemski krakowski w 1776 roku, podsędek ziemski krakowski w latach 1765–1776, starosta szczercowski w 1744 roku.

## Życiorys
Poseł na sejm 1762 roku z województwa krakowskiego. Był elektorem Stanisława Augusta Poniatowskiego, sędzia kapturowy w 1764 roku. Członek konfederacji Andrzeja Mokronowskiego w 1776 roku. Poseł i sędzia sejmowy z województwa krakowskiego na sejm 1776 roku.